# 마포구 (1948년 선거구)
마포구는 대한민국의 옛 국회의원 선거구였다. 당시 서울특별시 마포구 지역을 관할했다.

## 역사
제헌 국회의원 선거를 앞두고 마포구 전 지역을 관할하는 선거구로 신설되었다.
제2대 국회의원 선거를 앞두고 마포구 선거구가 갑, 을로 분구되면서 폐지되었다.

## 관할 구역
| 대수 | 관할 구역   |
| ---- | ----------- |
| 제헌 | 마포구 일원 |

## 역대 국회의원
| 선거   | 정당 | 정당   | 의원   |
| ------ | ---- | ------ | ------ |
| 1948년 |      | 무소속 | 김상돈 |

## 역대 선거 결과

### 대한민국 제헌 국회의원 선거
|  | 35.94% |

|  | 18.81% |

|  | 12.83% |

|  | 11.23% |

|  | 4.43% |

|  | 3.99% |

|  | 3.86% |

|  | 3.05% |

|  | 2.52% |

|  | 1.74% |

|  | 1.55% |

|  | 0% |

|  | 0% |